# 竹下文子
竹下 文子（たけした ふみこ、1957年2月18日 - ）は、日本の児童文学作家。
夫は画家の鈴木まもる。

## 来歴・人物
福岡県生まれ。東京学芸大学教育学部卒業。大学在学中より執筆を行う。
1978年「月売りの話」で日本童話会賞受賞｡1979年『星とトランペット』で第17回野間児童文芸推奨作品賞受賞。1985年『むぎわらぼうし』で絵本にっぽん賞受賞。1994年『黒ねこサンゴロウ<1>旅のはじまり』『黒ねこサンゴロウ<2>キララの海へ』で路傍の石幼少年文学賞受賞。2009年『ひらけ!なんきんまめ』で産経児童出版文化賞フジテレビ賞受賞。2020年『なまえのないねこ』で日本絵本賞、講談社絵本賞受賞。

## 著書
- 『星とトランペット』（講談社） 1978.10、のち青い鳥文庫、講談社文庫
- 『土曜日のシモン』（偕成社） 1979.9
- 『えかきうさぎ』（フレーベル館） 1979.10
- 『まほうつかいのカリンさん』（フレーベル館） 1980.7
- 『りくにあがったせんちょうさん』（講談社） 1980.9
- 『てがみ』（フレーベル館） 1982.3
- 『あのこはだあれ』（フレーベル館、タイニーシリーズ） 1982.7
- 『あおいほしをみなかった?』（フレーベル館） 1982.5
- 『ぼうしの好きな女の子』（フレーベル館） 1983.9
- 『星占師のいた街』（偕成社） 1984.5
- 『ポケットのはらでかくれんぼ』（文研出版） 1984.8
- 『しろいはんかち』（教育画劇、スピカのおはなしえほん） 1984.11
- 『むぎわらぼうし』（講談社） 1985.5
- 『あんしんポケット』（PHP研究所） 1985.6
- 『風時間のピエロたち おいでカーニバルへ！』（偕成社） 1985.9
- 『ふしぎなはなや』（フレーベル館） 1985.9
- 『ジャムくんのおてつだい』（偕成社） 1985.12
- 『風町通信 その町へ行くのに特別な切符や旅券はいらない。』（偕成社） 1986.10
- 『ペパーミントの季節』（ケイエス企画、モエノベルス・ジュニア） 1987.3
- 『ねこのトマによろしく』（PHP研究所） 1987.7
- 『ドーナツ三つかってきて』（偕成社） 1987.7
- 『あさごはんのまえに』（ひかりのくに） 1988.3
- 『ヘルシー家の料理絵本』（文化出版局） 1988.6
- 『みけねこレストラン』（偕成社） 1989.1
- 『ふたごの子猫ドッチとコッチ ちっちゃな写真日記』（偕成社） 1989.2
- 『なにがはいっているの?』（偕成社） 1989.6
- 『おたんじょうびに』（文研出版） 1989.7
- 『ちびねずみのひっこし』（教育画劇、スピカみんなのえほん） 1989.7
- 『木苺通信』（偕成社） 1989.12
- 『窓のそばで』（偕成社） 1990.6
- 『やさいばたけのパトロールたい』（偕成社） 1991.7
- 『いちごばたけのパトロールたい』（偕成社） 1992.7
- 『ラッキーのひみつ』（偕成社） 1992.7
- 『つなわたりのすきなねこ』（佼成出版社） 1993.4
- 『のはらでド・レ・ミ』（小峰書店） 1994.6
- 『きょうりゅう一ぴきください』（偕成社） 1994.7
- 『アイヴォリー』（理論社） 1994.12
- 『おばあちゃんおみまいだよ』（偕成社） 1995.3
- 『みなみかぜのヒュー』（佼成出版社） 1995.3
- 『とりかえっこないしょでね』（偕成社） 1995.5
- 『アップルおばさんのアップルパイ』（フレーベル館） 1995.11
- 『おたんじょうびにきてください』（フレーベル館） 1996.4
- 『あめのさんぽ』（リブロポート） 1996.5
- 『電車にのって』（岩崎書店） 1997.4
- 『ペンギンじるしれいぞうこ』（金の星社） 1997.6、のちフォア文庫
- 『ぼくのベッドはおつきさま』（教育画劇） 1997.8
- 『ねこのごんのすけ』（ひかりのくに） 1997.11
- 『ときめる森のおくりもの』（小峰書店） 1997.12
- 『シナモン・トリー』（パロル舎、貘の図書館） 1997.10
- 『金色のやどかり』（あかね書房） 1998.4
- 『ちきゅうのうえのピクニック』（PHP研究所） 1998.5
- 『きいちごを摘みに』（詩歌文学刊行会） 1998.5
- 『スターズ』（パロル舎、貘の図書館） 1998.10
- 『かなちゃんがいっぱい』（教育画劇） 1999.11
- 『たんじょうびのライオン』（金の星社） 2000.1
- 『お日さまのにおい』（あかね書房、おはなし8つ） 2000.4
- 『雨ふりマウス』（アリス館） 2000.5
- 『もしもし…』（偕成社） 2000.9
- 『つりがねそうとおばあさん』（フレーベル館） 2000.10
- 『月夜にいらっしゃい』（金の星社、キッズ童話館） 2000.11
- 『お月さまのさんぽ』（あかね書房、おはなし8つ） 2000.11
- 『風のゆうびんやさん』（あかね書房、おはなし8つ） 2001.4
- 『スターハイツ0号室』（フレーベル館） 2001.6
- 『アパートのまど』（フレーベル館） 2002.4
- 『ぴいすけとぷうすけのおはなし』（あかね書房） 2002.4
- 『こぎつねキックのおはなし』（あかね書房、よみきかせぶっく） 2002.9
- 『うみのべっそう』（佼成出版社、おはなしわくわくシリーズ） 2002.10
- 『なぞなぞポケット』（フレーベル館、げんきわくわくえほん） 2003.1
- 『大きなおなべのレストラン』（国土社） 2003.2
- 『カリンクリンコリンのおはなし』（あかね書房、よみきかせぶっく） 2003.4
- 『せんろはつづく』（金の星社） 2003.10
- 『ねえだっこして』（金の星社） 2004.5
- 『つみきでとんとん』（ 金の星社） 2005.1
- 『わすれんぼうのはりねずみ』（あかね書房） 2005.5
- 『そらとぶクレヨン』（金の星社） 2006.3
- 『ちょっとまってねるまえに』（ポプラ社） 2006.9
- 『やきいもやさん』（童心社、おひさまこんにちは） 2006.11
- 『ちいさいいすのはなし』（ハッピーオウル社） 2006.12
- 『おやつのケーキはひとつだけ?』（ポプラ社） 2006.12
- 『おまかせコックさん』（金の星社） 2007.5
- 『ハコちゃんのはこ』（岩崎書店） 2007.10
- 『しっぽ!』（学習研究社） 2007.10
- 『おすしのせかいりょこう』（金の星社） 2008.3
- 『あらいぐまのアリス』（童心社） 2008.6
- 『りんごのおじさん』（ハッピーオウル社） 2008.7
- 『そいつの名前はエメラルド』（金の星社） 2008.10
- 『ふしぎなはなや』（フレーベル館） 2008.10
- 『ひらけ! なんきんまめ』（小峰書店） 2008.11
- 『ゆきとくろねこ』（岩崎書店） 2008.12
- 『ポロポロゆうびん』（あかね書房） 2009.4
- 『せんろはつづくまだつづく』（金の星社） 2009.9
- 『まほうつかいトック』（童心社） 2009.12
- 『かえっておいでアホウドリ』（ハッピーオウル社） 2010.1
- 『アリクイにおまかせ』（小峰書店） 2010.5

### 「おてつだいねこ」シリーズ
1. 『わたしおてつだいねこ』（小学館） 1986.5
2. 『はしれおてつだいねこ』（小学館） 1989.1
3. 『おてつだいねこのクリスマス』（小学館） 1989.12
4. 『おてつだいねこのおつかい』（小学館、はじめてのえほん） 1991
5. 『おてつだいねこのぶくぶくぶく』（小学館、はじめてのえほん） 1991
6. 『おてつだいねこのホットケーキ』（小学館） 1991
7. 『おてつだいねこのこもりうた』（金の星社） 2003.10

### 「こいぬのチップの絵本」シリーズ
1. 『こいぬのチップはおるすばん?』（講談社） 1986.11
2. 『こいぬのチップうみへいく』（講談社） 1988.8
3. 『こいぬのチップのおともだち』（講談社） 1989.12

### 「マミイ&ベビーしつけえほん」
1. 『あーんぱくっ 食事のしつけ』（小学館） 1991.9
2. 『だーれかな トイレのしつけ』（小学館） 1991.9
3. 『わーいおふろだ 清潔のしつけ』（小学館） 1991.9
4. 『できるもん 着脱のしつけ』（小学館） 1992.7
5. 『なんていうの あいさつのしつけ』（小学館） 1992.7
6. 『はぶらししゅっしゅっ 歯みがきのしつけ』（小学館） 1992.7

### 「乗り物」シリーズ
1. 『クレーンクレーン』（偕成社） 1991.10
2. 『ぼくのしょうぼうしゃ』（偕成社） 1993.11
3. 『はしれ! たくはいびん』（偕成社） 2005.12
4. 『がんばれ! パトカー』（偕成社） 2007.4
5. 『ざっくん! ショベルカー』（偕成社） 2008.5
6. 『みんなで! どうろこうじ』（偕成社） 2010.5

### 「黒ねこサンゴロウ」シリーズ
1. 『旅のはじまり』（偕成社、黒ねこサンゴロウ1） 1994.7
2. 『キララの海へ』（偕成社、黒ねこサンゴロウ2） 1994.7
3. 『やまねこの島』（偕成社、黒ねこサンゴロウ3） 1994.10
4. 『黒い海賊船』（偕成社、黒ねこサンゴロウ4） 1994.10
5. 『霧の灯台』（偕成社、黒ねこサンゴロウ5） 1994.12
6. 『ケンとミリ』（偕成社、黒ねこサンゴロウ旅のつづき1） 1996.3
7. 『青いジョーカー』（偕成社、黒ねこサンゴロウ旅のつづき2） 1996.3
8. 『ほのおをこえて』（偕成社、黒ねこサンゴロウ旅のつづき3） 1996.4
9. 『金の波銀の風』（偕成社、黒ねこサンゴロウ旅のつづき4） 1996.4
10. 『最後の手紙』（偕成社、黒ねこサンゴロウ旅のつづき5） 1996.4

### 「かおるとみんな」シリーズ
1. 『かおるとみんな』（婦人之友社） 1994.3
2. 『ときときとき かおるとみんな』（小峰書店） 2004.9
3. 『くりんくりん かおるとみんな』（小峰書店） 2004.10

### 「ピン・ポン・バス」シリーズ
1. 『ピン・ポン・バス』（偕成社） 1996.10
2. 『うみへいくピン・ポン・バス』（偕成社） 2004.7

### 「ドルフィン・エクスプレス」シリーズ
1. 『ドルフィン・エクスプレス』（岩崎書店、わくわく読み物コレクション1） 2002.5
2. 『三日月ジョリー ドルフィン・エクスプレス』（岩崎書店） 2003.4
3. 『流れ星レース ドルフィン・エクスプレス』（岩崎書店） 2004.7
4. 『波のパラダイス ドルフィン・エクスプレス』（岩崎書店） 2006.2
5. 『光のカケラ ドルフィン・エクスプレス』（岩崎書店） 2007.10

### 「ないしょだけどほんとだよ」
1. 『アフリカないしょだけどほんとだよ』（ポプラ社） 2003.10
2. 『うみのないしょだけどほんとだよ』（ポプラ社） 2005.7

### 「クッキーのおうさま」シリーズ
1. 『クッキーのおうさま』（あかね書房） 2004.2
2. 『クッキーのおうさまそらをとぶ』（あかね書房） 2005.4
3. 『クッキーのおうさまえんそくにいく』（あかね書房） 2007.3

## 翻訳
- 『ちいさなよるのおんがくかい』（リブシェ・パレチコバー、フレーベル館） 1981.11
- 『おどって! ターニャ』（パトリシア=リー=ガウチ、偕成社） 1989.12
- 『えんげいかになろう』（ヘレン・バーデン、偕成社、つくってあそぼうよ!） 1994.4
- 『コックさんになろう』（ジュディ・バスティラ、偕成社、つくってあそぼうよ!） 1994.4
- 『工作してあそぼう』（サリー・ヘウィット、偕成社、つくってあそぼうよ!） 1994.4
- 『くまにてがみをかきました』（ジョアナ・ハリスン、偕成社） 1996.9
- 『ぴよぴよとまじょ』（ニコレッタ・コスタ、学習研究社） 1997
- 『おとなりさんはだあれ』（マリー・ジョゼ・サクレ、学習研究社） 1997
- 『じょうずなわにのかぞえかた』（マーガレット・メイオ、偕成社） 1997
- 『ちいさいロボットピフ』（フランソワーズ・ビレー、学習研究社） 1998
- 『でんしゃがくるよ!』（シャーロット・ヴォーク、偕成社） 1998
- 『かかしのピーター』（ニコレッタ・コスタ、学習研究社） 1999
- 『人魚の島で』（シンシア・ライラント、偕成社） 1999.7
- 『ピルーはおうじさま』（ソフィー・ファトス、学習研究社） 2000
- 『ジャンニしまへいく』（ソフィー・ファトス、学習研究社） 2001
- 『きはうたうよ』（ルイジ・ダル・シン、学習研究社） 2001.11
- 『だいすき! はたらくくるま』（ファリマン・スタージェス、PHP研究所） 2001.1
- 『とべないドラゴンドット』（アンナ・M・クルティ、学習研究社） 2002、再刊 2009.7
- 『そらとぶばしゃ』（ソフィー・ファトス、学習研究社） 2002
- 『だいすき! はたらくきしゃ』（ファリマン・スタージェス、PHP研究所） 2002.5
- 『おとうさんだいすき』（ルイジ・ダル・シン、学習研究社） 2003
- 『ぼくだってできるよ』（イワン・ガンチェフ、学習研究社） 2004
- 『だいすき! そらとぶひこうき』（ファリマン・スタージェス、PHP研究所） 2004.2
- 『おにわでみつけた1・2・3』（ワード・シュメイカー、偕成社） 2004.3
- 『ゆめのさかな』（ルイジ・ダル・シン、学習研究社） 2006
- 『いたずらっことまじょ』（ニコレッタ・コスタ、学習研究社） 2006.10
- 『ぼくのしっぽどこ?』（ボリスラフ・ストエフ、学習研究社） 2007.6
- 『クリスマスのかね』（レイモンド・M・オールデン、教育画劇） 2009.11